# François-Xavier Ceccoli
François-Xavier Ceccoli est un homme politique français.

## Biographie
Il est élu député de la 2e circonscription de la Haute-Corse en juillet 2024 en battant le candidat sortant Jean-Félix Acquaviva,,.

## Autres mandats
Il est maire de la commune de San-Giuliano depuis 2008.